# Giełda Papierów Wartościowych w Ghanie
Ghana Stock Exchange (w skrócie GSE) – giełda papierów wartościowych w Ghanie; zlokalizowana w stolicy kraju – Akrze.
Giełda powstała w 1989.
W lipcu 2007 na giełdzie notowanych było 30 spółek.